# باول ألبرت لورنس
باول ألبرت لورنس (بالفرنسية: Paul Albert Laurens)‏ هو رسام فرنسي، ولد في 18 يناير 1870 في الدائرة السادسة في باريس في فرنسا، وتوفي في 27 سبتمبر 1934 في تولون في فرنسا.